# Rancho Cucamonga, California
Rancho Cucamonga este un oraș din California, SUA. Se află la o altitudine de 368 m deasupra nivelului mării. Are o suprafață de 103,587093 km². Populația este de 174.453 locuitori, determinată în 1 aprilie 2020, prin recensământ.